# Acanthops falcata
La mantide a foglia sudamericana (Acanthops falcata Stal, 1877) è una specie di mantide della famiglia Acanthopidae, vivente nelle foreste equatoriali del Brasile.

## Descrizione

Maschio di Acanthops falcata

Lunga 4-5 cm sia nella femmina che nel maschio, A. falcata ha una livrea bruna uniforme in alcuni esemplari più chiara o più scura. 
La femmina punta sempre l'addome, ricoperto di ali inadatte al volo, verso l'alto, analogamente a quanto si osserva in molte ninfe. I maschi, esili e dotati di ampie ali, si mimetizzano perfettamente con le foglie morte. Sono assai agili ed anche modesti volatori.

## Biologia
Anche questa specie, come le Deroplatys asiatiche, se messa alle strette ricorre ad una parata di minaccia molto convincente, esponendo i colori dell'addome, aprendo le zampe anteriori raptatorie e aprendo il seno mascellare.
Ogni esemplare può anche fingersi morto, rendendosi quasi invisibile sul letto di foglie morte della foresta.

### Riproduzione
Entrambi i sessi raggiungono l'età adulta in quattro o cinque mesi. La longevità è di circa dodici mesi per la femmina e di otto o nove mesi per il maschio.I maschi tendono a maturare con un lieve anticipo rispetto alle femmine.
In questa specie è facile capire quando la femmina è ricettiva, fatto che avviene poche settimane dopo la muta.
Alla sera le femmine si appendono a testa in giù, mostrando il colorato addome per rilasciare i feromoni e aprendo le ali. Il maschio si avvicina alla femmina e, se tutto va bene, l'accoppiamento riesce.
Certe volte alcuni esemplari femmine sono solo addormentate, ed al risveglio, possono guardare il maschio con interesse prima di attaccarlo
L'ooteca, di forma allungata e lunga 3 centimetri, è sospesa ad un supporto, un ramo o altro, con un sottile filamento che la sostiene a mezz'aria. da essa nasceranno da 30 a 50 piccoli dalle quattro alle sei settimane dopo la deposizione.
Per le covate che si schiudono in allevamento, è necessario mantenere una buona umidità ed una sufficiente ventilazione.

## Allevamento
Si tratta di una specie di piccola taglia che imita le foglie secche per sopravvivere e cacciare. In questo caso è uno dei migliori esempi di mimetismo tra le mantidi.
L'habitat da foresta tropicale richiede un terrario con umidità e temperatura elevate (25-30 °C i temperatura e 70-90 % di umidità relativa) ed una discreta ventilazione. Questa specie è comunque robusta e sopravvive a sbalzi elevati.
Tutti gli stadi, fatta eccezione per i maschi adulti, dimostra un buon appetito ed aggrediscono prede di ogni taglia, anche volanti. I giovani sono molto aggressivi, ed è bene separarli il prima possibile.